# Hyperolius ghesquieri
Hyperolius ghesquieri es una especie de anfibios de la familia Hyperoliidae.
Es endémica de República Democrática del Congo.
Su hábitat natural incluye bosques tropicales o subtropicales secos y a baja altitud, ríos, pantanos, marismas de agua dulce y corrientes intermitentes de agua dulce.